# 극성 공유 결합
극성 공유 결합(極性共有結合)이란 전기 음성도가 다른 두 원자가 전자쌍을 공유하며 형성하는 결합을 말한다. 전기 음성도가 다른 두 원자가 공유 결합을 하게 되면 전자가 한 원자 쪽으로 치우치게 된다. 그러면 전하의 분리가 일어나게 되는데, 이때 전기 음성도가 큰 원자는 부분적 음전하(δ-)를 띠게 되며, 전기 음성도가 작은 원자는 부분적 양전하(δ+)를 띠게 된다.

## 같이 보기
- 공유 결합
- 무극성 공유 결합